# Municipio de Fitchville
El municipio de Fitchville (en inglés: Fitchville Township) es un municipio ubicado en el condado de Huron en el estado estadounidense de Ohio. En el año 2010 tenía una población de 1056 habitantes y una densidad poblacional de 15,7 personas por km².

## Geografía
El municipio de Fitchville se encuentra ubicado en las coordenadas 41°6′16″N 82°29′32″O / 41.10444, -82.49222. Según la Oficina del Censo de los Estados Unidos, el municipio tiene una superficie total de 67.25 km², de la cual 67,04 km² corresponden a tierra firme y (0,32 %) 0,21 km² es agua.

## Demografía
Según el censo de 2010, había 1056 personas residiendo en el municipio de Fitchville. La densidad de población era de 15,7 hab./km². De los 1056 habitantes, el municipio de Fitchville estaba compuesto por el 97,16 % blancos, el 0,19 % eran afroamericanos, el 0,57 % eran amerindios, el 0,85 % eran de otras razas y el 1,23 % eran de una mezcla de razas. Del total de la población el 2,08 % eran hispanos o latinos de cualquier raza.